# Zoology of the Voyage of H.M.S. Beagle
The Zoology of the Voyage of H.M.S. Beagle (titolo completo The Zoology of the Voyage of H.M.S. Beagle Under the Command of Captain Fitzroy, R.N., during the Years 1832 to 1836, in italiano La Zoologia del Viaggio della H.M.S. Beagle sotto il Comando del Capitano Fitzroy, R.N., durante gli Anni 1832-1836) è un'opera scientifica ed editoriale curata da Charles Darwin, che documenta i risultati zoologici ottenuti durante il suo celebre viaggio a bordo della H.M.S. Beagle (1831-1836). L'opera fu pubblicata in cinque parti tra il 1838 e il 1843, costituendo un importante contributo alla conoscenza della fauna del Sud America e delle isole Galápagos.

## Storia
Nel 1837, Darwin iniziò a riflettere sull'idea di pubblicare i risultati zoologici del viaggio come un'opera separata. Nel maggio dello stesso anno, ricevette il supporto del Duca di Somerset, presidente della Linnean Society, nonché dell'Earl of Derby e del professor William Whewell. A seguito di un incontro con il Cancelliere delle Finanze, Thomas Spring Rice, fu concesso un finanziamento di 1.000 sterline dai Lords Commissioners of the Treasury, ma questa somma risultò insufficiente. Per coprire i costi, Darwin e i suoi editori contribuirono ulteriormente. Nel 1838 venne emesso un prospetto che annunciava la pubblicazione dell'opera, con un piano editoriale che prevedeva cinque sezioni, ciascuna suddivisa in numeri, per un totale di circa 600 pagine e 200-250 illustrazioni. Tuttavia, la versione finale dell'opera contò 632 pagine e solo 166 tavole.

## Contenuto e struttura
L'opera si divide in cinque parti principali, ciascuna scritta da esperti nel rispettivo campo. Darwin contribuì con una introduzione geologica alla prima parte e con un'introduzione geografica alla seconda. Le cinque sezioni dell'opera trattano i seguenti gruppi zoologici:
- Fossil Mammalia (Mammiferi fossili) - Scritta da Richard Owen, include descrizioni dei mammiferi preistorici osservati durante il viaggio.[1]
- Mammalia (Mammiferi) - Scritta da George Robert Waterhouse, documenta i mammiferi viventi osservati in Sud America.[1]
- Aves (Uccelli) - Scritta da John Gould, descrive le specie di uccelli raccolte nel corso del viaggio, ma il lavoro di Gould venne completato da George Robert Gray a causa della partenza di Gould per l'Australia nel 1838.[1]
- Pisces (Pesci) - Scritta da Leonard Jenyns, questa parte documenta i pesci osservati durante il viaggio.[1]
- Reptilia (Rettili) - Scritta da Thomas Bell, descrive i rettili incontrati nelle varie tappe del viaggio.[1]

Darwin stesso contribuì con note sui comportamenti e sugli habitat di molte delle specie, in particolare nei capitoli dedicati ai mammiferi, agli uccelli, ai pesci e ai rettili, attingendo dalle sue osservazioni dirette e dai suoi appunti.
Segue la lista cronologica delle uscite:
1. 1838, Fossili Mammiferi, Parte 1, Richard Owen
2. 1838, Mammiferi, Parte 2, N. 1, George R. Waterhouse
3. 1838, Uccelli, Parte 3, N. 1, John Gould
4. 1838, Mammiferi, Parte 2, N. 2, George R. Waterhouse
5. 1838, Mammiferi, Parte 2, N. 3, George R. Waterhouse
6. 1839, Uccelli, Parte 3, N. 2, John Gould
7. 1839, Fossili Mammiferi, Parte 1, N. 2, Richard Owen
8. 1839, Fossili Mammiferi, Parte 1, N. 3, Richard Owen
9. 1839, Uccelli, Parte 3, N. 3, John Gould
10. 1839, Mammiferi, Parte 2, N. 4, George R. Waterhouse
11. 1839, Uccelli, Parte 3, N. 4, John Gould
12. 1840, Pesci, Parte 4, N. 1, Leonard Jenyns
13. 1840, Fossili Mammiferi, Parte 1, N. 4, Richard Owen
14. 1840, Pesci, Parte 4, N. 2, Leonard Jenyns
15. 1841, Uccelli, Parte 3, N. 5, John Gould
16. 1841, Pesci, Parte 4, N. 3, Leonard Jenyns
17. 1842, Pesci, Parte 4, N. 4, Leonard Jenyns
18. 1842, Rettili, Parte 5, N. 1, Thomas Bell
19. 1843, Rettili, Parte 5, N. 2, Thomas Bell

## Problemi editoriali e ritardi
Nonostante l'intenzione iniziale di pubblicare ogni parte a intervalli di due mesi, il progetto incontrò diversi ritardi. La parte sui rettili, ad esempio, subì un ritardo di circa cinque anni a causa di un rallentamento nella produzione dei testi. In generale, Darwin ebbe difficoltà a coordinare i contributi degli autori, con alcuni dei lavori che furono completati solo dopo significativi ritardi. La sezione sugli uccelli, ad esempio, subì modifiche postume a causa della partenza di Gould.

## Edizioni successive
L'opera fu originariamente pubblicata in fascicoli non rilegati, e una volta completata, fu disponibile anche in edizione rilegata, con una copertura in mezza pelle o tela. Nel 1980, l'opera fu ripubblicata in facsimile in tre volumi dalla Nova Pacifica, e successivamente fu inclusa nelle opere complete di Darwin in edizione a più volumi da Pickering e CIL Limited tra il 1986 e il 1994.

## Importanza scientifica
The Zoology of the Voyage of H.M.S. Beagle è un'opera fondamentale per lo studio della zoologia, contribuendo alla catalogazione e comprensione delle specie animali dei tropici e dell'emisfero australe. Le osservazioni fatte durante il viaggio influenzarono in maniera determinante la formazione delle teorie evoluzionistiche di Darwin, anche se l'opera stessa si concentra più sulle descrizioni zoologiche che sulla teoria dell'evoluzione.

## Edizioni
- (EN) Vari autori, The Zoology of the voyage of H.M.S. Beagle, Londra, Elder Smith, 1840–1843.

## Collegamenti
- (EN) The Zoology of the Voyage of H.M.S. Beagle, su darwin-online.org.uk.